# Boskamp
Boskamp (ou Coppenamepunt) é uma cidade do Suriname, localizada no distrito de Saramacca, na altura do nível do mar.